# أنتوني غاردنر
أنتوني غاردنر (بالإنجليزية: Anthony Gardner)‏، من مواليد 19 سبتمبر 1980 في ستافورد في إنجلترا، لاعب كرة قدم إنجليزي.
بدأ مسيرته الكروية مع نادي بورت فالي في عام 1998، ولعب معهم حتى عام 2000، وشارك معهم في 41 مباراة وسجل 4 أهداف، ومنذ عام 2000 وهو لعب مع نادي توتنهام هوتسبر حتى عام 2008 حيث انتقل إلى نادى هال سيتي الذي يلعب له حتى تاريخه.
و قد لعب مع منتخب إنجلترا لكرة القدم في عام 2004.

## روابط خارجية
- أنتوني غاردنر على موقع قاعدة بيانات كرة القدم.إي يو (الإنجليزية)
- أنتوني غاردنر على موقع ناشيونال فوتبول تيمز (الإنجليزية)
- أنتوني غاردنر على موقع Soccerbase.com (لاعب) (الإنجليزية)
- أنتوني غاردنر على موقع عالم كرة القدم.نت (الإنجليزية)
- أنتوني غاردنر على موقع كووورة